# Loachapoka
La ville de Loachapoka est située dans le comté de Lee, dans l’Alabama, aux États-Unis. Lors du recensement de 2010, elle comptait 180 habitants.

## Démographie
| 1880 | 1890 | 1930 | 1970 | 1980 | 1990 | 2000 | 2010 |
| ---- | ---- | ---- | ---- | ---- | ---- | ---- | ---- |
| 408  | 357  | 360  | 192  | 335  | 259  | 165  | 180  |

## Source
- (en) Cet article est partiellement ou en totalité issu de l’article de Wikipédia en anglais intitulé « Loachapoka, Alabama » (voir la liste des auteurs).